# Parramatta female factory
La Parramatta Female Factory est le plus grand et le plus ancien site pour femmes bagnardes encore existant en Australie situé dans la ville de Parramatta dans la banlieue de Sidney en Nouvelle-Galles du Sud. Construite par des bagnards entre 1818 et 1821, il s'agit d'une institution polyvalente de Nouvelle-Galles du Sud qui sert à la fois d'hospice et refuge, de bureau des mariages, de lieu d'affectation et de réforme morale, de prison, d'hôpital et de maison de travail.
Il s'agit de la deuxième usine pénitentiaire pour femmes établie à Parramatta, mais c'est la première usine construite à cet usage et celle sur laquelle toutes les autres usines pour femmes australiennes se sont basées par la suite.
Le centre est resté en service de 1821 à 1848. Il a servi de lieu de travail et de détention aux prisonnières déportées de la Grande-Bretagne par bateaux entiers pendant la colonisation de l'Australie.

## Description
Il s'agit d'un site classé au patrimoine national qui comprend trois bâtiments et les murs de la prison, le tout en grès. La Parramatta Female Factory a été conçue par l'architecte prisonnier Francis Greenway en 1818 et est le seul bâtiment pour femmes autorisé par le gouverneur Lachlan Macquarie. En 1821 est construit le quartier des infirmières, l'hôpital pour femmes, le bâtiment administratif et des magasins. Le pénitencier pour femmes de 3e classe est édifiée en 1826. Il s'agit de la première usine pour femmes de la colonie pénitentiaire de Nouvelle-Galles du Sud, et elle est située au 5 Fleet Street, North Parramatta, Nouvelle-Galles du Sud, Australie. C'était l'une des 13 usines de femmes des colonies (en) de Nouvelle-Galles du Sud et de la Terre de Van Diemen. L'usine combinait les fonctions de prison, de maison de travail et de maison de correction dans le système carcéral britannique,.

## Histoire

### Première usine en 1804

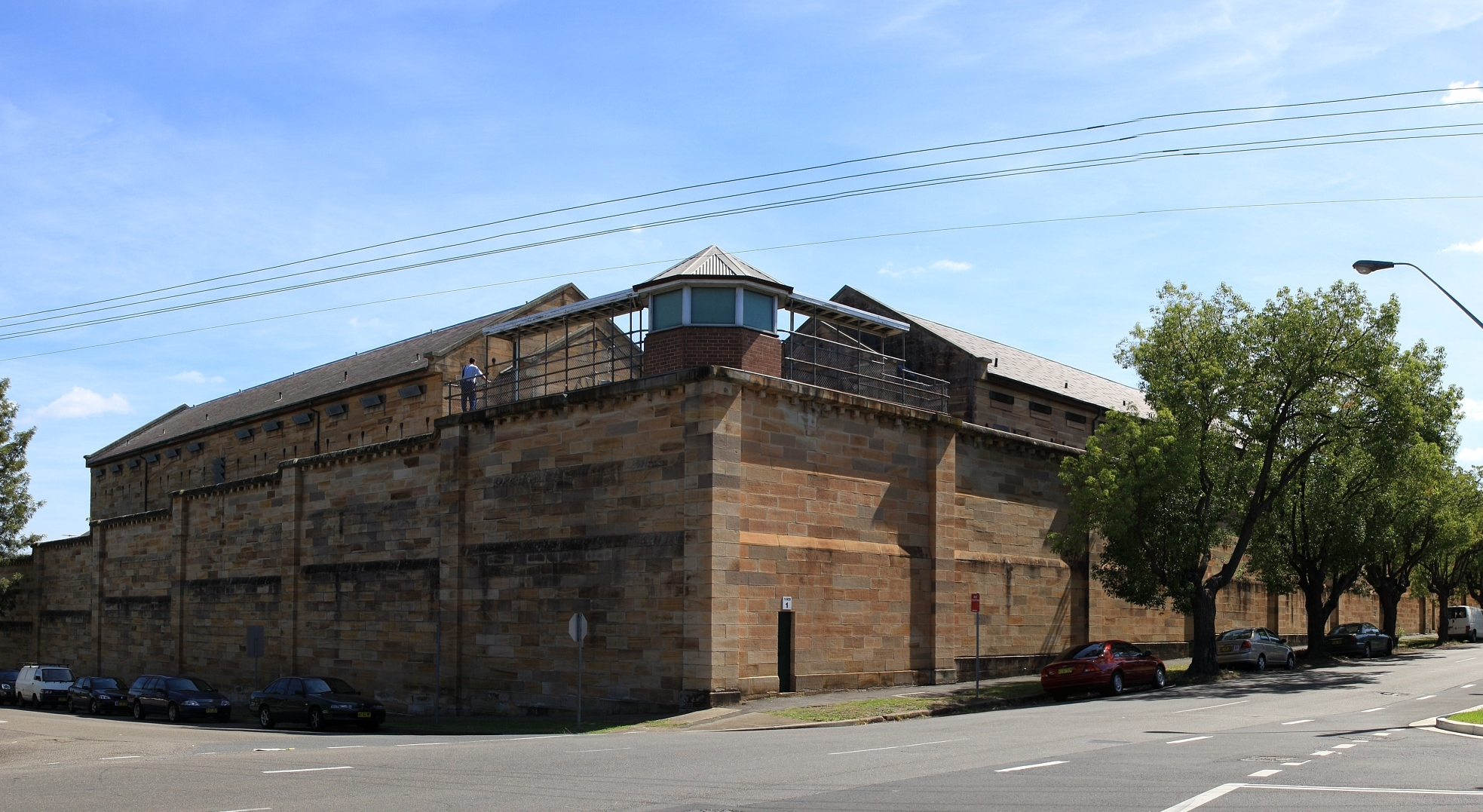
Centre pénitentiaire de Parramatta.

La première usine pour femmes se trouvait au-dessus du Centre pénitentiaire de Parramatta (en), dans ce qui est aujourd'hui Prince Alfred Square (en)  (anciennement connu sous le nom de Gaol Green et Hanging Green). Ce bâtiment de deux étages a été commandé par le gouverneur King et les femmes détenues y ont emménagé en 1804. En l’espace d’une décennie, les autorités sont soumises à des pressions considérables pour faire face au nombre croissant de femmes détenues qui ne peuvent être correctement hébergées à l’usine. Il y avait plus de 200 femmes et enfants dans un endroit qui ne pouvait en accueillir que 30 la nuit,.

### Deuxième usine: 1821-1848

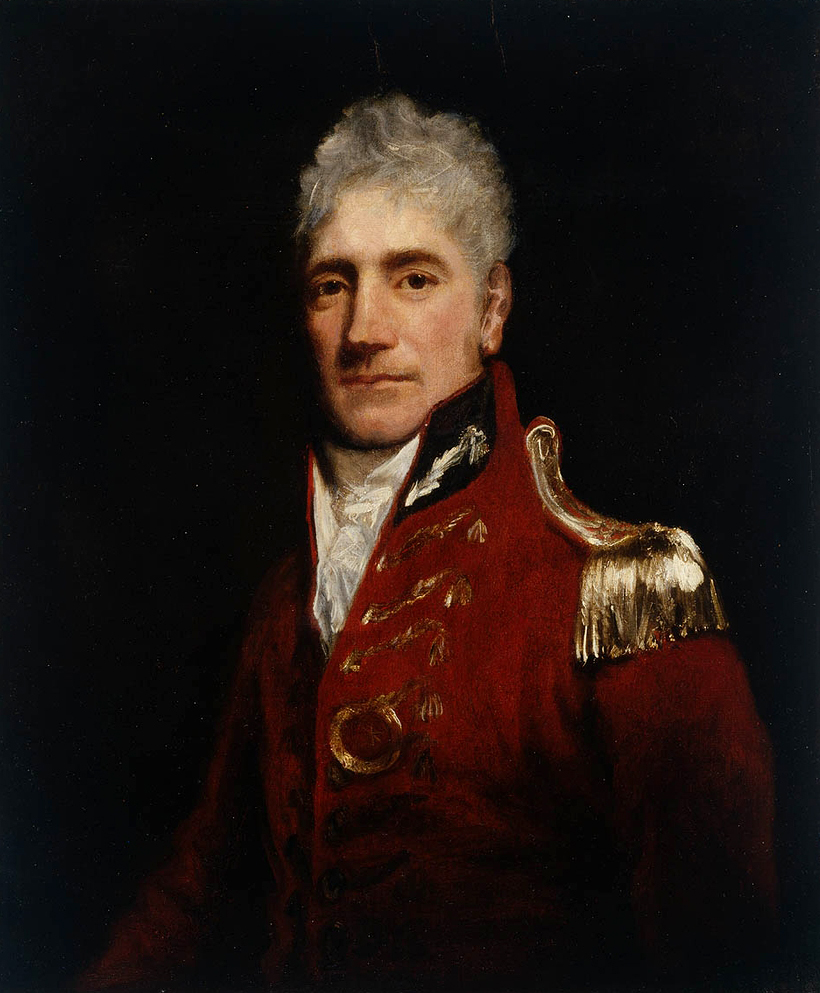
Le gouverneur Lachlan macquarie.

Avec l’arrivée du gouverneur Lachlan Macquarie, une solution est mise en œuvre. Macquarie sélectionne 4 acres de la concession de 105 acres de William Bligh plus en amont sur la rivière Parramatta pour construire une nouvelle usine et  donne des instructions à l'architecte condamné Francis Greenway pour concevoir un bâtiment qui peut accueillir 250 femmes. Il s'agit de la première usine spécifiquement construite pour des femmes dans la colonie, et elle servit de modèles pour d'autres constructions par la suite,.
La première pierre est posée par le gouverneur Macquarie en 1818 et les femmes sont transférées de l'ancienne usine en 1821. L'usine est construite grâce à la main d'œuvre pénitentiaire avec du grès extrait localement et est achevée en 1821 pour un coût de 4 778 £. Les murs du bâtiment principal mesurent entre 2,5 pieds (76,2 cm) à la fondation et 20 pouces (50,8 cm) au sommet de ses trois étages. Il est doté d'un toit en bardeaux de chêne, de planchers en pavés ou en écorce de bouleau de 6 pouces (15,24 cm) d'épaisseur avec des fenêtres à barreaux et vitraux au plomb au sous-sol et des fenêtres vitrées au plomb aux étages supérieurs. Le premier étage est utilisé pour les repas et les deux étages supérieurs pour dormir et d'autres activités. Le portier, le surintendant adjoint, le surintendant  la surveillante disposent de logements séparés sur place.
L'usine de Parramatta est polyvalente. C'est un lieu de mission, un hôpital, une agence matrimoniale, une usine, un asile et une prison pour celles qui commettent un crime dans la colonie. On y confectionne du tissu en lin, en laine et en lin-laine. Le tissu Parramatta y est fabriqué. C'est également le lieu des premières exportations manufacturées de la colonie produisant 55 000 m de tissu tissé en 1822. Les femmes pratiquent également le filage, le tricotage, le tressage de la paille, font du lavage, des tâches de nettoyage et, si elles sont en troisième classe, du concassage de pierres et de la cueillette d'étoupe.

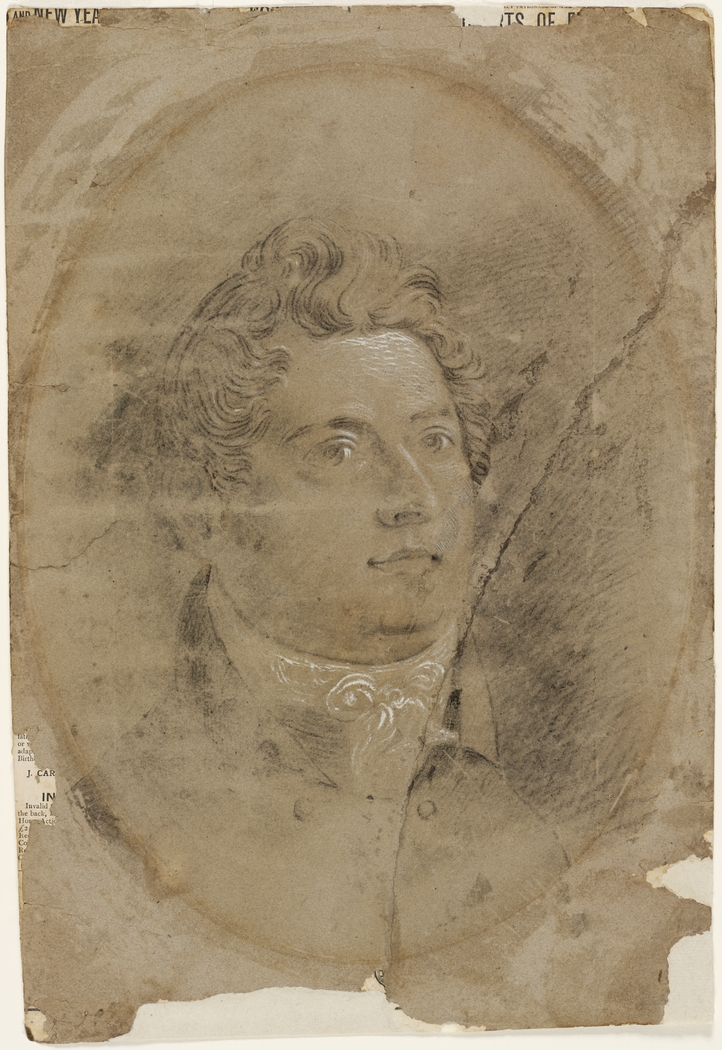
L'architecte Francis Greenway.

En octobre 1827, l'usine est le théâtre d'émeutes en réaction à la réduction des rations et à leurs mauvaises conditions de travail. La matrone, Elizabeth Raine (en) démissionne. Ann Gordon la remplace en tant que nouvelle directrice et surintendante de l'usine, sa première tâche étant de négocier avec les femmes qui se sont échappées du bâtiment. Elle réussit à les persuader de revenir, mais la ration controversée de pain et de sucre étant restée inchangée un grand nombre de détenues s’échappent à nouveau pour aller voler de la nourriture dans les magasins en ville. Une troupe armée les force à rentrer et les cheffes sont mises en cellules d'isolement. Leurs camarades les libèrent le jour même. D'autres émeutes ont lieu à l'usine en 1831, 1833, 1836 et 1843,.
Ann Gordon avait été nommée par le gouverneur, Ralph Darling. Ce dernier s'était plaint qu'il n'y avait personne de disponible pour occuper ce poste, mais il propose le poste à Gordon pour 150 £ par an (50 £ de moins par an que la précédente matrone). Ann Gordon, son mari Robert et leurs enfants reçoivent un logement. Darling soutint Gordon dans ses efforts pour introduire une gestion efficace dans l'usine. Elle a plusieurs surveillantes adjointes et quatre autres membres du personnel, dont un gendarme gardien, mais son personnel n'est pas toujours coopératif. En 1835, elle engage en sus plusieurs femmes détenues de confiance qui servent de sages-femmes et de surveillantes.
En 1836, Gordon est renvoyée, bien que le gouverneur, Richard Bourke, ait déclaré qu'il n'y avait eu aucun acte répréhensible de sa part, et elle reçoit un salaire d'un an en compensation. Gordon est remplacée par Sarah et Thomas Bell qui sont respectivement matrone et gardien.

En 1842, l'usine abrite 1 203 femmes et enfants. Avec la fin du transport des condamnés vers la colonie, le site es réaffecté en 1848 comme asile pour condamnés aliénés et invalides. L'usine est la destination de nombreuses femmes détenues dans la colonie de Nouvelle-Galles du Sud avant qu'elles ne soient réassignées ou mariées dans la colonie. Plus de 9 000 personnes figurent sur les registres, dont environ 5 000 sont passées par Parramatta.

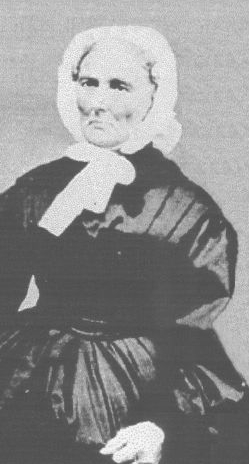
Ann Gordon, la matrone de l'usine

## Utilisation moderne
La Parramatta Female Factory est aujourd'hui la plus ancienne usine de femmes encore existante en Australie. Le site est inscrit au registre du patrimoine de l'État de Nouvelle-Galles du Sud et est inscrit sur la liste du patrimoine national australien le 17 novembre 2017. En 2023, le site est inscrit sur les listes des sites aspirants à être classés par l'Unesco sur la liste du patrimoine mondial. Des descendantes de femmes emprisonnées en ce lieu craignent que le bâtiment soit détruit pour construire des appartements. 

## Dans la culture populaire
- En 1937, la Parramatta Female Factory est le sujet du film Paramatta, bagne de femmes réalisé par Douglas Sirk et mettant en vedette Zarah Leander.
- Joy Storey écrit une comédie musicale sur l'usine dans les années 1960.
- Nick Enright écrit une pièce intitulée Female Factory dans les années 1980[13].
- En 1981, le groupe folklorique australien Redgum sort un morceau, « Parramatta Gaol 1843 », avec des paroles faisant allusion à une tentative d'évasion de la Parramatta Female Factory[14].
- En 2008, une pièce de théâtre, suivi d'un dessin animé, et une exposition reprenant le sujet voyagent à travers l'Australie  : Women Transported - Life in Australia's Convict Female Factory.
- En 2017, Tom Kenneally et Meg Kenneally publient un roman policier, The Unmourned, qui se déroule dans la Parramatta Female Factory.

### Ouvrages
- Gay Hendriksen, Carol Liston and Trudy Cowley, Women Transported — Life in Australia's Convict Female Factories, 2008, Parramatta, Parramatta Heritage Centre
- Gay Hendriksen, Conviction: The 1827 fight for rights at Parramatta Female Factory, Blaxland, The Rowan Tree, 2015.
- (en) Neera Sahni, Emma Stockburn et Anne Tsang, Parramatta Female Factory BIcentanary 1821 - 2021, City of Parramatta, Research & Collection Services, 2021 (ISBN 978-1-876941-43-7, lire en ligne  [PDF]).

### Articles académiques
- (en) A. Cushing, « The female factory at Parramatta 1804-1850s », Collegian (Royal College of Nursing, Australia), vol. 5, no 2,‎ avril 1998, suppl 4 (ISSN 1322-7696, PMID 9644336, lire en ligne, consulté le 22 décembre 2024).

### Fonds d'archives
- (en) Held New South Wales State Archives and Records, « NRS 12228 - Principal Superintendent of Convicts: Parramatta Female Factory, Record of females discharged, Oct 1846-Apr 1848 [6/5347 part], Reel 2802. » , sur search.records.nsw.gov.au (consulté le 22 décembre 2024).
- (en) New South Wales State Archives and Records, « NRS 12229 - Female Factory, Parramatta: Medical case book, 1846-Mar 1848 [6/5350 part]. » , sur search.records.nsw.gov.au (consulté le 22 décembre 2024).